# حویجه فوقا
حویجه فوقا (به عربی: حویجة فوقا) یک روستا در سوریه است که در ناحیه قلعه المضیق واقع شده‌است. حویجه فوقا ۲٬۴۲۸ نفر جمعیت دارد.